# Dimère de césium
Le dimère de césium ou dicésium est un allotrope du césium de formule Cs2.